# Breaking-SM
Svenska mästerskap i breaking (breakdance) har hållits sedan 1995. Sveriges breakare har under Föreningen Devote startat en särskild grupp bestående av representanter från landets break crews. Arrangören för SM rapporterar till denna och blir tilldelad uppdraget att hålla i SM från ovannämnda grupp. Mellan 2016 och 2020 är det planerat att Tobias Marin och Fredrik Öjbro arrangerar SM.
| År   | Solo killar (Bboy)            | Crew                               | Solo tjejer (Bgirl)           | Junior                        | Old but Gold                  | Powermoves                    | Toprock                              |
| ---- | ----------------------------- | ---------------------------------- | ----------------------------- | ----------------------------- | ----------------------------- | ----------------------------- | ------------------------------------ |
| 1995 | Renegade                      | -                                  | -                             | -                             | -                             | -                             | -                                    |
| 1996 | Ingen tävling hölls detta år. | Ingen tävling hölls detta år.      | Ingen tävling hölls detta år. | Ingen tävling hölls detta år. | Ingen tävling hölls detta år. | Ingen tävling hölls detta år. | Ingen tävling hölls detta år.        |
| 1997 | Freeze                        | -                                  | -                             | -                             | -                             | -                             | -                                    |
| 1998 | Jam One                       | -                                  | -                             | -                             | -                             | -                             | -                                    |
| 1999 | Jam One                       | Revenga & Friends (Malmö Allstars) | -                             | -                             | -                             | -                             | -                                    |
| 2000 | Freeze (MovesPerMinute)       | MovesPerMinute                     | -                             | -                             | -                             | -                             | -                                    |
| 2001 | Tiny Move (Ultimate)          | Original Rockers                   | -                             | -                             | -                             | -                             | -                                    |
| 2002 | Unique (Beef Noodles)         | Style Warriors                     | Lotten                        | -                             | -                             | -                             | -                                    |
| 2003 | Marre (Uchas)                 | Freestyle Phanatix                 | Sofia                         | -                             | -                             | -                             | -                                    |
| 2004 | Flaco (Ghost Crew)            | Grounded                           | Swiski (Stockholm)            | -                             | -                             | -                             | -                                    |
| 2005 | Flaco (Ghost Crew)            | Ultimate Desperados                | Cam Ill (Concrete Kingz)      | -                             | -                             | -                             | -                                    |
| 2006 | Oxygen (Grounded)             | Grounded                           | Swiski (Concrete Kingz)       | -                             | -                             | -                             | -                                    |
| 2007 | B-boy Life (Concrete Kingz)   | Grounded                           | Swiski (Concrete Kingz)       | -                             | -                             | -                             | -                                    |
| 2008 | Ingen tävling hölls detta år. | Ingen tävling hölls detta år.      | Ingen tävling hölls detta år. | Ingen tävling hölls detta år. | Ingen tävling hölls detta år. | Ingen tävling hölls detta år. | Ingen tävling hölls detta år.        |
| 2009 | Calle (Above the clouds)      | De La Kings                        | MessyMel (Skyhigh Rockers)    | B-boy Kidred                  | B-boy Cam (Above the clouds)  | Spin (Grounded)               | Cuscus aka Moncef (Above the clouds) |
| 2010 | P-Tech (Skill Bill)           | Grounded                           | -                             | -                             | -                             | -                             | -                                    |
| 2011 | Foolish (Octagon)             | De La Kings                        | -                             | Butterfly                     | -                             | -                             | -                                    |
| 2012 | Ingen tävling hölls detta år. | Ingen tävling hölls detta år.      | Ingen tävling hölls detta år. | Ingen tävling hölls detta år. | Ingen tävling hölls detta år. | Ingen tävling hölls detta år. | Ingen tävling hölls detta år.        |
| 2013 | Bboy Dogbite (Richocet)       | De La Kings                        | -                             | Fairytale                     | -                             | -                             | -                                    |
| 2014 | Calle (Above the Clous)       | Ghost Crew                         | -                             | -                             | -                             | -                             | -                                    |
| 2015 | Energyflow (Wize Guys)        | Grounded                           | -                             | -                             | -                             | -                             | -                                    |
| 2016 | Dogbite (Breakadelics)        | Grounded                           | -                             | Addirex                       | -                             | Enerjeep                      | -                                    |
| 2017 | Dogbite (Breakadelics)        | Wize Guyz                          | -                             | Kid Super                     | AbeOne                        | Dangerus                      | -                                    |
| 2018 | Flaco                         | Stockholm City Rockers             | -                             | Andy                          | R-Line                        | Aly Bobo                      | -                                    |
| 2019 | Jacob Börlin                  | Stockholm City Rockers             | -                             | Kid Super                     | R-Line                        | Lil Rob                       | -                                    |
| 2020 | Ingen tävling hölls detta år. | Ingen tävling hölls detta år.      | Ingen tävling hölls detta år. | Ingen tävling hölls detta år. | Ingen tävling hölls detta år. | Ingen tävling hölls detta år. | Ingen tävling hölls detta år.        |
| 2021 | Flaco                         | Grounded                           | -                             | Andy                          | R-Line                        | Jan Madera                    | -                                    |
| 2022 | Dogbite                       | Skill Bill Zoo                     | Elli                          | Andy                          | Mumtaz                        | -                             | -                                    |
| 2023 | Dogbite                       | Wian crew                          | Fairytale                     | Hermina                       | Paul                          | -                             | -                                    |
| 2024 | Dogbite                       | Grounded                           | Emina                         | Blix10                        | -                             | -                             | -                                    |

## 1995
- Ort: Norrköping[1]
- Plats: Kansliet
- Datum:
- Domare: Ken Swift, Throw down[1]
- Arrangör: Freeze och Alexander Elb "Alex Ulmox"
- Antal deltagare: ca 15

### Singel
1. Renegade[2]
2. Jam One
3. Piotr Giro

## 1996
Ingen tävling hölls detta år.

## 1997
- Ort: Norrköping[1]
- Plats:
- Datum:
- Domare: Damon Frost, Mauritzio (RSC Italia), Renegade[1]
- Arrangör: Alexander Elb "Alex Ulmox"
- Antal deltagare: ca 20

### Singel
1. Freeze[1][3]

## 1998
- Ort: Malmö[1]
- Plats: Stortorget, Malmö
- Datum:
- Domare:Pete Pevert (Live to break, UK), Mad Nico (Throw Down), Jaspa (Throw down)
- Arrangör:  Renegade[1]
- Antal deltagare: ca 25[1]

### Singel
1. Jam One[1][3]

## 1999
- Ort: Stockholm[1]
- Plats: Nacka, Stockholm
- Datum:
- Domare: Atomic bboys (Norge), Storm (Battle Squad), Speedy (Battle Squad)
- Dj: James Leacy (UK)
- Arrangör: MovesPerMinute[1][4]
- Antal deltagare: 5 crews + ca 20 singel = ca 50[1]

### Singel
1. Jam One[1][3]
2. Emil Rosén (the Alliance)[5]

### Crew
1. Revenga + friends (Malmö Allstars)
2. Alliance

## 2000
- Ort: Göteborg
- Plats: Scandinavium, Göteborg
- Datum:
- Domare: Amigo (Flying steps), Benny (Flying steps), Swiftrock (Battle Squad)[1]
- Arrangör: P.A.T.
- Antal deltagare: ca 60

### Singel
1. Freeze (MovesPerMinute)[1][3][6]

### Crew
1. MovesPerMinute
2. United Skillz
3. Multiple Styles (Revenga/One production) Malmö-Västerås
4. Original Rockers (Halmstad)

## 2001
- Ort: Stockholm[1][7]
- Plats: Kulturhuset[7]
- Datum:1/12[7]
- Domare: Karim (Aktuel Force, Frankrike),Salah (Vagabond Crew, Frankrike), Erik (Rhythm Bugz, USA), Reveal (Rock Force, USA)[7]
- Arrangör: MovesPerMinute[4]
- Antal deltagare: ca 60[1]

### Singel
1. Tiny Move (Ultimate)[6]

### Crew
1. Original Rockers[1][6]
2. Passion 4 This

## 2002
- Ort: Helsingborg[8]
- Plats: Helsingborgs Konserthus[8]
- Datum: 29-30/11[8]
- Domare: Atomic b-boys
- Arrangör: Renegade + Freestyle Phanatix[1][8]
- Antal deltagare: ca 120[1]

### Singel
1. Unique (Beef Noodles)[6]

### Crew
1. Style Warriors[6]
2. Ultimate Bboy Crew
3. Limited Edition[2]

### Tjejer
1. Lotten Bång

## 2003
- Ort: Malmö[2][9]
- Plats: Brygghuset[2]
- Datum: 13/12[2]
- Domare: Freeze, Wildcatz, DarkMark
- Arrangör: Renegade och DJ kid skraam[1][2]
- Antal deltagare: Ca 110[1]

### Singel
1. Marre (Uchas)[6]

### Crew
1. Freestyle Phanatix[6]
2. Grounded[9]

### Tjejer
1. Sofia (Kristianstad)

## 2004
- Ort: Göteborg[6][10]
- Plats: Vågen[6]
- Datum: 6/11[6]
- Domare: Alien Ness, Kmel och Asia One från USA, Wild Cat och Steen (Out of Control)
- Arrangör: Hiphop Association[1][10][11]
- Antal deltagare: ca 130[1]

### Singel
1. Flaco (Ghost Crew)[12]
2. Stef One (Desperados)
3. Sideshow (Desperados) och Hacim (Limited Edition)

### Crew
1. Grounded[12]
2. Style Warriors Crew
3. Ultimate och Octagon Crew

### Tjejer
1. Swiski (Stockholm)[12]
2. Winnie (Chutzpah/Beatniks)
3. Anna (Octagon Crew) och Somayeh (Floor Technique)

## 2005
- Ort: Malmö[13][14][15]
- Plats: Tangoakademin[13][14]
- Datum: 11/12[13][14]
- Domare: Sonny Tee från Tyskland, ungerska Thunder och amerikanska Frankie Flave[13][14]
- Arrangör: B-boy Unit[13][14]
- Antal deltagare: 170 [14]

### Singel
1. Flaco (Ghost Crew)
2. Cam (Beatnicks)

### Crew
1. Ultimate Desperados[15][16]
2. Ghostbusters
3. Grounded och Octagon Crew

### Tjejer
1. Cam-Ill (Concrete Kingz)[14]
2. Swiski (Concrete Kingz)
3. Ylva (Göteborg)[14]

## 2006
- Ort: Halmstad[17]
- Plats: Diezel[17]
- Datum: 16/12[17]
- Domare: Stigmata (Floorists), Karma (Freestyle Phanatix), Marcio (Legiteam Obstruxion)
- Arrangör: Hacim, Kastro, K. O. S. och Charlee[17]
- Antal deltagare: 7 crews, 8 bgirls och 19 bboys (i solo)

### Singel
1. Oxygen (Grounded)[18]
2. Rubbish/Diffusion Crew[18]
3. Cam (Beatnickz)[18]

### Crew
1. Grounded[18]
2. Apache[18]

### Tjejer
1. Swiski (Concrete Kingz)[18]
2. Ylva (Göteborg)[18]

## 2007
- Ort: Stockholm[19]
- Plats: Lava[19]
- Datum: 1-2/12[19]
- Domare: Azteka (MovesPerMinute), Dirty Diaz (Ghost Crew), Ata (Ghost Crew)[19]
- Arrangör: Hip Hop Playgrounds[19]
- Antal deltagare: 5 crews, 28 b-boys, 6 b-girls

### Singel
1. Life
2. Apocalypso (Calle)
3. Rubbish / Little Mike

### Crew
1. Grounded
2. Diffusion Crew
3. Congenital Skills / Exiled Crew

### Tjejer
1. Swiski
2. MessyMel
3. Tuka

## 2009
- Ort: Västerås
- Plats: Västerås Konserthus, Kopparbergsvägen 1, 722 13 Västerås
- Datum: 6-7 november 2029
- Domare: Romeo (Def Dogs), ATA (Ghost Crew), Renegade (Malmö Allstars)
- DJs: Jam One (Ghost Crew), Kid Skraam (De La Kings)
- Hosts: ADL & Aaron Phiri
- Live band: Akibombom
- Arrangör: Sandro Gavino Bastias aka Santiago
- Tävlingskategorier: Toprocking, Power Moves, Solo kille, Solo tjej, Crews
- Antal deltagare: ca. 50, flera som ställde upp i olika kategorier
- Sammanfattning: https://blog.whoa.nu/2009/11/18/ipm-jam-svenska-masterskapet-i-breaking-2009-sammanfattning-bilder/index.html

## 2011
- Ort: Malmö
- Plats: Klaffbron, Nordenskiöldsgatan 19 Malmö
- Datum: 26 november 2011
- Domare: Ken Swift (7 Gems), Parkes (Cockroach crew),Deliriouz (Style Warriors), Santiago (Revenga Rockers), Hefo
- Djs: Jam One & Kid Skraam
- Host: J-Ro (Alkoholics, US)
- Arrangör: Kid Skraam

## 2016
- Ort: Norrköping[20]
- Plats: Hallarna och Värmekyrkan
- Datum: 28-29/10
- Domare: Jurskee, Tania, Willpower, Tawfiq, Thomaz
- Arrangör: Tobias Marin och Fredrik Öjbro [20]

## 2017
- Ort: Helsingborg
- Plats: Dunkers Kulturhus
- Datum: 29-30/9
- Domare: Jurskee, Frieda Frost, Hurricane Ray, Lil Zoo, Paulina Starus, Mouse
- Arrangör: Fredrik Öjbro och Tobias Marin

## 2018
- Ort: Norrköping
- Plats: Flygeln
- Datum: 5-6/10
- Domare: Hurricane, Karim, Kosto
- Arrangör: Tobias Marin